# Ciske de Rat (1984)
Ciske de Rat is een Nederlandse film uit 1984, gebaseerd op de boeken Ciske de Rat en Ciske groeit op uit de Ciske-trilogie van Piet Bakker. Het boek werd al eens eerder verfilmd in 1955 en in 2007 kwam er een musical uit, waarin de gehele trilogie verteld wordt.

## Verhaal
Het verhaal speelt zich af in 1934. Ciske is een straatjongen die weinig ouderliefde krijgt. Zijn vader is zeeman en bijna altijd weg, en Ciske moet noodgedwongen bij zijn moeder wonen, die niets van hem moet weten. Ciske wordt telkens weer van school gestuurd, maar dan komt hij op een nieuwe school bij meester Bruis in de klas. Die weet Ciskes vertrouwen te winnen en Ciske krijgt het erg naar zijn zin bij hem in de klas. Ciskes vader krijgt een verhouding met wasvrouw tante Jans, waardoor er voor Ciske hoop gloort op een beter leven dan bij zijn moeder thuis.
Maar dan gebeurt er iets verschrikkelijks. Ciskes vriendje Dorus overlijdt. Hij laat aan Ciske een boek na (Gullivers reizen) Als zijn moeder dit boek voor zijn ogen kapot scheurt, grijpt hij in een vlaag van woede een mes en steekt hij haar in de nek. Ciskes moeder overlijdt en Ciske moet naar een jeugdinrichting, waar hij moet zien te overleven tussen veel oudere jongens. Bij thuiskomst wil niemand meer iets van hem weten en ook tante Jans wil niet meer met Ciskes vader trouwen, omdat ze haar toekomst niet wil bouwen op de dood van een ander. Uiteindelijk komt het goed. Ciske redt zijn pestende klasgenoot Jan van de verdrinkingsdood en mag weer terugkomen op zijn oude school. De relatie tussen Ciskes vader en tante Jans wordt bijgelegd en ze besluiten te trouwen.

## Rolverdeling
| Acteur                | Personage                             |
| --------------------- | ------------------------------------- |
| Danny de Munk         | Ciske "de Rat" Vrijmoeth              |
| Willeke van Ammelrooy | Marie Vrijmoeth                       |
| Peter Faber           | Cor Vrijmoeth                         |
| Herman van Veen       | Meester Bruis                         |
| Carolien van den Berg | Tante Chris, zuster van Marie         |
| Willem Nijholt        | Henri Oosterbaan                      |
| Rijk de Gooyer        | Rechercheur Muysken                   |
| Linda van Dyck        | Tante Jans, nieuwe vriendin van Cor   |
| Frans Kokshoorn       | Schoolhoofd Maatsuycker               |
| Henk Rigters          | Van Loon                              |
| Adriaan Olree         | Kapelaan De Goey                      |
| Rudi Falkenhagen      | Cafébaas                              |
| Joss Flühr            | Mevrouw Keulemans, moeder van Dorus   |
| Phons Leussink        | Mr. Keulemans, vader van Dorus        |
| Rene Heilig           | Dorus                                 |
| Samantha Sluyter      | Betje                                 |
| Yuri Bouma            | Jantje Verkerk                        |
| Marcel Goeberts       | Kees                                  |
| Danny Merk            | Theo                                  |
| Paul van Soest        | Meneer Pieksma (jeugdinternaat)       |
| Cas Baas              | Meneer Reinders (gevangenisdirecteur) |
| Niek Pancras          | Meneer Vergeer (bewaarder gevangenis) |
| Nico Schaap           | Meneer Bak (bewaarder gevangenis)     |
| Onno Molenkamp        | Ambtenaar                             |

## Trivia
- Hoofdrolspeler Danny de Munk scoorde een grote hit met het liedje Ik voel me zo verdomd alleen (geschreven door Karin Loomans en Herman van Veen).
- De film werd grotendeels gedraaid in de Amsterdamse Czaar Peterbuurt. Zo bevindt het huis van de familie Vrijmoeth (Ciske en zijn moeder, Marie Vrijmoeth) zich in de film op Conradstraat 150. Voor het winkeltje van tante Jans werd Czaar Peterstraat 120 gebruikt. De school waar Ciske les heeft van meester Bruis, is het negentiende-eeuwse gebouw aan Kraijenhoffstraat 32-34. De tunnel onder het spoor en de twee hoekhuizen op de kruising van de Czaar Peterstraat, de Parallelweg en de Frans de Wollantstraat komen eveneens herhaaldelijk in beeld. In het meest spitse hoekhuis (nr. 198) zijn de opnames gemaakt van het café waar Ciske en zijn moeder werkten. De internaatscenes werden gedraaid in en om het voormalig complex van de Intendance van de Landmacht aan de Conradstraat.

## Prijzen
- UNICEF Award (1985)